# Antoni Szylling
Antoni Szylling, poljski general, * 31. avgust 1889, † 17. junij 1971, Montreal, Kanada.